# سيررا مادري (كاليفورنيا)
سيررا مادري (بالإنجليزية: Sierra Madre)‏ هي إحدى مدن مقاطعة لوس أنجليس، كاليفورنيا. تم إعطاءها لقب مدينة في 2 فبراير، 1907.

## التركيبة السكانية
حدّد مكتب تعداد الولايات المتحدة بيانات التركيبة السكانية لسيررا مادري في تعداد الولايات المتحدة. في ما يلي، التركيبة السكانية حسب تعدادي 2000 و2010.

### تعداد عام 2000
بلغ عدد سكان سيررا مادري 10,578 نسمة بحسب تعداد عام 2000، وبلغ عدد الأسر 4,756 أسرة وعدد العائلات 2,740 عائلة مقيمة في المدينة. في حين سجلت الكثافة السكانية 1,382.7 نسمة لكل كيلومتر مربع (3,581.2/ميل2). وبلغ عدد الوحدات السكنية 4,923 وحدة بمتوسط كثافة قدره 643.5 لكل كيلومتر مربع (1,666.7/ميل2).
وتوزع التركيب العرقي للمدينة بنسبة 85.81% من البيض و1.14% من الأمريكيين الأفارقة و0.35% من الأمريكيين الأصليين و5.60% من الأمريكيين ذوي الأصول الآسيوية و0.10% من سكان جزر المحيط الهادئ و3.02% من الأعراق الأخرى و3.98% من عرقين مختلطين أو أكثر و9.96% من الهسبانيون أو اللاتينيون من أي عرق.
بلغ عدد الأسر 4,756 أسرة كانت نسبة 24.8% منها لديها أطفال تحت سن الثامنة عشر تعيش معهم، وبلغت نسبة الأزواج القاطنين مع بعضهم البعض 47.4% من أصل المجموع الكلي للأسر، ونسبة 7.7% من الأسر كان لديها معيلات من الإناث دون وجود شريك، بينما كانت نسبة 2.5% من الأسر لديها معيلون من الذكور دون وجود شريكة وكانت نسبة 42.4% من غير العائلات. تألفت نسبة 35% من أصل جميع الأسر من عدة أفراد يعيشون في نفس المنزل ونسبة 9.7% كانت تتألف من شخص يعيش بمفرده يبلغ من العمر 65 عاماً أو أكثر. وبلغ متوسط حجم الأسرة المعيشية 2.20، أما متوسط حجم العائلات فبلغ 2.87.
بلغ العمر الوسطي للسكان 42.6 عاماً. وكانت نسبة 18.9% من القاطنين تحت سن الثامنة عشر، وكانت نسبة 4.9% بين الثامنة عشر والرابعة والعشرين عاماً، ونسبة 30.6% كانت واقعةً في الفئة العمرية ما بين الخامسة والعشرين والرابعة والأربعين عاماً، ونسبة 29.3% كانت ما بين الخامسة والأربعين والرابعة والستين، ونسبة 15.1% كانت ضمن فئة الخامسة والستين عاماً فما فوق. يوجد لكل 100 أنثى 90.0 ذكر، ويوجد لكل 100 أنثى في الثامنة عشر من عمرها فما فوق 87.0 ذكر.
بلغ متوسط دخل الأسرة في المدينة 65,900 دولارًا، أما متوسط دخل العائلة فبلغ 79,588 دولارًا. وكان متوسط دخل الذكور 61,635 دولارًا مقابل 42,527 دولارًا للإناث. وسجل دخل الفرد الخاص بالمدينة 41,104 دولارًا. وكانت نسبة 1.9% من العائلات ونسبة 3.7% من السكان تحت خط الفقر، وكان من هؤلاء نسبة 2.4% تحت سن الثامنة عشر ونسبة 1.7% في الخامسة والستين من العمر وما فوق.

### تعداد عام 2010
بلغ عدد سكان سيررا مادري 10,917 نسمة بحسب تعداد عام 2010، وبلغ عدد الأسر 4,837 أسرة وعدد العائلات 2,872 عائلة مقيمة في المدينة. في حين سجلت الكثافة السكانية 1,427.1 نسمة لكل كيلومتر مربع (3,696.2/ميل2). وبلغ عدد الوحدات السكنية 5,113 وحدة بمتوسط كثافة قدره 668.4 لكل كيلومتر مربع (1,731.1/ميل2).
وتوزع التركيب العرقي للمدينة بنسبة 82.14% من البيض و1.84% من الأمريكيين الأفارقة و0.40% من الأمريكيين الأصليين و7.65% من الأمريكيين ذوي الأصول الآسيوية و0.08% من سكان جزر المحيط الهادئ و3.57% من الأعراق الأخرى و4.31% من عرقين مختلطين أو أكثر و14.91% من الهسبانيون أو اللاتينيون من أي عرق.
بلغ عدد الأسر 4,837 أسرة كانت نسبة 24.9% منها لديها أطفال تحت سن الثامنة عشر تعيش معهم، وبلغت نسبة الأزواج القاطنين مع بعضهم البعض 47.4% من أصل المجموع الكلي للأسر، ونسبة 9.1% من الأسر كان لديها معيلات من الإناث دون وجود شريك، بينما كانت نسبة 2.9% من الأسر لديها معيلون من الذكور دون وجود شريكة وكانت نسبة 40.6% من غير العائلات. تألفت نسبة 33% من أصل جميع الأسر من عدة أفراد يعيشون في نفس المنزل ونسبة 12.2% كانت تتألف من شخص يعيش بمفرده يبلغ من العمر 65 عاماً أو أكثر. وبلغ متوسط حجم الأسرة المعيشية 2.26، أما متوسط حجم العائلات فبلغ 2.89.
بلغ العمر الوسطي للسكان 46.6 عاماً. وكانت نسبة 19.2% من القاطنين تحت سن الثامنة عشر، وكانت نسبة 4.9% بين الثامنة عشر والرابعة والعشرين عاماً، ونسبة 23.1% كانت واقعةً في الفئة العمرية ما بين الخامسة والعشرين والرابعة والأربعين عاماً، ونسبة 35.4% كانت ما بين الخامسة والأربعين والرابعة والستين، ونسبة 17.4% كانت ضمن فئة الخامسة والستين عاماً فما فوق. وتوزع التركيب الجنسي للسكان بنسبة 47.3% ذكور و52.7% إناث.

## المناخ
يظهر الجدول التالي التغييرات المناخية على مدار السنة لسيررا مادري:
| البيانات المناخية لـسيررا مادري    | البيانات المناخية لـسيررا مادري | البيانات المناخية لـسيررا مادري | البيانات المناخية لـسيررا مادري | البيانات المناخية لـسيررا مادري | البيانات المناخية لـسيررا مادري | البيانات المناخية لـسيررا مادري | البيانات المناخية لـسيررا مادري | البيانات المناخية لـسيررا مادري | البيانات المناخية لـسيررا مادري | البيانات المناخية لـسيررا مادري | البيانات المناخية لـسيررا مادري | البيانات المناخية لـسيررا مادري | البيانات المناخية لـسيررا مادري |
| الشهر                              | يناير                           | فبراير                          | مارس                            | أبريل                           | مايو                            | يونيو                           | يوليو                           | أغسطس                           | سبتمبر                          | أكتوبر                          | نوفمبر                          | ديسمبر                          | المعدل السنوي                   |
| ---------------------------------- | ------------------------------- | ------------------------------- | ------------------------------- | ------------------------------- | ------------------------------- | ------------------------------- | ------------------------------- | ------------------------------- | ------------------------------- | ------------------------------- | ------------------------------- | ------------------------------- | ------------------------------- |
| الدرجة القصوى °ف (°م)              | 93 (34)                         | 92 (33)                         | 98 (37)                         | 105 (41)                        | 104 (40)                        | 113 (45)                        | 118 (48)                        | 117 (47)                        | 111 (44)                        | 108 (42)                        | 101 (38)                        | 93 (34)                         | 118 (48)                        |
| متوسط درجة الحرارة الكبرى °ف (°م)  | 68.5 (20.3)                     | 70.1 (21.2)                     | 73.4 (23.0)                     | 76.9 (24.9)                     | 79.6 (26.4)                     | 84.2 (29.0)                     | 89.2 (31.8)                     | 91.1 (32.8)                     | 90.1 (32.3)                     | 83.0 (28.3)                     | 74.6 (23.7)                     | 68.0 (20.0)                     | 79.1 (26.2)                     |
| متوسط درجة الحرارة الصغرى °ف (°م)  | 46.2 (7.9)                      | 47.2 (8.4)                      | 49.4 (9.7)                      | 51.8 (11.0)                     | 55.5 (13.1)                     | 57.3 (14.1)                     | 62.9 (17.2)                     | 63.6 (17.6)                     | 62.5 (16.9)                     | 57.3 (14.1)                     | 50.4 (10.2)                     | 44.1 (6.7)                      | 52.5 (11.4)                     |
| أدنى درجة حرارة °ف (°م)            | 21 (−6)                         | 26 (−3)                         | 29 (−2)                         | 31 (−1)                         | 32 (0)                          | 41 (5)                          | 45 (7)                          | 43 (6)                          | 41 (5)                          | 36 (2)                          | 26 (−3)                         | 25 (−4)                         | 21 (−6)                         |
| معدل هطول الأمطار إنش (مم)         | 4.16 (106)                      | 5.14 (131)                      | 2.70 (69)                       | 1.10 (28)                       | 0.44 (11)                       | 0.21 (5.3)                      | 0.07 (1.8)                      | 0.04 (1.0)                      | 0.25 (6.4)                      | 0.93 (24)                       | 1.22 (31)                       | 1.42 (36)                       | 17.68 (450.5)                   |
| متوسط الأيام الممطرة (≥ 0.01 inch) | 7.2                             | 6.7                             | 7.7                             | 4.1                             | 2.8                             | 1.6                             | 0.5                             | 0.7                             | 1.7                             | 2.6                             | 3.4                             | 4.8                             | 43.8                            |
| المصدر #1: NOAA                    |                                 |                                 |                                 |                                 |                                 |                                 |                                 |                                 |                                 |                                 |                                 |                                 |                                 |
| المصدر #2:                         |                                 |                                 |                                 |                                 |                                 |                                 |                                 |                                 |                                 |                                 |                                 |                                 |                                 |

## أعلام
- كين هانسون
- كاثرين تيرني
- جون ك. جايلز
- ماكس ويست
- روبرت ميتشيل